# Kraievski
Kraievski (en rus: Краевский) és un poble del krai de Primórie, a l'Extrem Orient de Rússia, que en el cens del 2010 no tenia cap habitant.